# Sängermuseum
Het Sängermuseum is een museum in Feuchtwangen in de Duitse deelstaat Beieren. Het is gewijd aan koorzang en de geschiedenis van de Duitse zangersbond (Deutscher Sängerbund).

## Collectie
In het museum staat de geschiedenis van de zangverenigingen voor koren centraal, gerekend vanaf de eerste amateurverenigingen in de 19e eeuw, eerst nog alleen voor mannen, tot het heden.
Er worden allerlei stukken getoond uit de geschiedenis van de zangersbond, zoals muziekinstrumenten, bokalen, vaandels, medailles en andere stukken. Verder is de geschiedenis nader te onderzoeken, met behulp van audiobestanden, foto's, films, documenten, boeken, tijdschriften, kronieken, muziekpapier en archiefmateriaal.

## Geschiedenis
Het museum werd in 1989 opgericht door de Duitse zangersbond. Het presenteert zich als enige museum dat volledig aan koorzang is gewijd. Een voorbeeld van een museum dat er gedeeltelijk aan is gewijd, is het Silcher-Museum in Weinstadt-Schnait in Baden-Württemberg.